# Liste der Kulturdenkmale in Mamer
In der Liste der Kulturdenkmale in Mamer sind alle Kulturdenkmale der luxemburgischen Gemeinde Mamer aufgeführt (Stand: 15. Juli 2025).

## Kulturdenkmale nach Ortsteil

### Capellen
| Bild                       | Bezeichnung                | Lage                      | Beschreibung | Stufe | Eingetragen seit |
| -------------------------- | -------------------------- | ------------------------- | --- | ----- | ---------------- |
| Haus eines Notars mit Park | Haus eines Notars mit Park | 82, route d’Arlon (Karte) | Ursprünglich von dem Notar Bourg erbaut, erwarb 1968 die Hilfsorganisation Ligue HMC das schlossähnliche Gebäude. | PCN   | 2. März 2018     |

### Holzem
| Bild      | Bezeichnung | Lage               | Beschreibung | Stufe | Eingetragen seit |
| --------- | ----------- | ------------------ | ------------ | ----- | ---------------- |
| Bauernhof | Bauernhof   | 7, Neiewee (Karte) |              | PCN   | 10. Februar 2017 |

### Mamer
| Bild                                      | Bezeichnung                               | Lage                                  | Beschreibung | Stufe | Eingetragen seit  |
| ----------------------------------------- | ----------------------------------------- | ------------------------------------- | --- | ----- | ----------------- |
|                                           | Archäologische Fundstätte „Juckelsbësch“  | (Karte)                               | | PCN   | 6. September 2018 |
| Gebäude „Gaaschtmillen“ (ehemalige Mühle) | Gebäude „Gaaschtmillen“ (ehemalige Mühle) | an der CR101 (Karte)                  | | PCN   | 26. Juni 2020     |
| Weitere Bilder                            | Empfangsgebäude des Bahnhofs Mamer        | rue de la Gare (Karte)                | | PCN   | 19. Oktober 2022  |
| Gebäude                                   | Gebäude                                   | 3, route de Dippach (Karte)           | | PCN   | 20. Januar 2023   |
| Weitere Bilder                            | Gelände                                   | „in den Woosen“, „Woosenberg“ (Karte) | Unter Denkmalschutz steht ein Gelände von 12 ha Fläche mit den Resten eines römischen Bads und eines Vicus. Die römischen Thermen in Mamer wurden erst 1972 bei archäologischen Ausgrabungen entdeckt. Die Wände der Therme wurden bis zu einer Höhe von ca. 50 cm restauriert und lassen so den Grundriss nachempfinden. | IS    | 18. Oktober 1973  |

Legende: PCN – Immeubles et objets bénéficiant des effets de classement comme patrimoine culturel national; IS – Immeubles et objets inscrits à l’inventaire supplémentaire

## Quelle
- Liste des immeubles et objets beneficiant d’une protection nationales, Nationales Institut für das gebaute Erbe, Fassung vom 11. Juli 2022, S. 87 (PDF)

- Karte mit allen Koordinaten:
- OSM |
- WikiMap

Bad Mondorf |
Bartringen |
Bauschleiden |
Bech |
Beckerich |
Befort |
Berdorf |
Bettemburg |
Bettendorf |
Betzdorf |
Bissen |
Biwer |
Burscheid |
Bous-Waldbredimus |
Clerf |
Colmar-Berg |
Consdorf |
Contern |
Dalheim |
Diekirch |
Differdingen |
Dippach |
Düdelingen |
Echternach |
Ell |
Ernztalgemeinde |
Erpeldingen an der Sauer |
Esch an der Alzette |
Esch an der Sauer |
Ettelbrück |
Fels |
Feulen |
Fischbach |
Flaxweiler |
Frisingen |
Garnich |
Goesdorf |
Grevenmacher |
Grosbous-Wahl |
Habscht |
Heffingen |
Helperknapp |
Hesperingen |
Junglinster |
Käerjeng |
Kayl |
Kehlen |
Kiischpelt |
Koerich |
Kopstal |
Lenningen |
Leudelingen |
Lintgen |
Lorentzweiler |
Luxemburg |
Mamer |
Manternach |
Mersch |
Mertert |
Mertzig |
Monnerich |
Niederanven |
Nommern |
Parc Hosingen |
Petingen |
Préizerdaul |
Pütscheid |
Rambruch |
Reckingen/Mess |
Redingen/Attert |
Reisdorf |
Remich |
Roeser |
Rosport-Mompach |
Rümelingen |
Saeul |
Sandweiler |
Sassenheim |
Schengen |
Schieren |
Schifflingen |
Schüttringen |
Stadtbredimus |
Stauseegemeinde |
Steinfort |
Steinsel |
Strassen |
Tandel |
Ulflingen |
Useldingen |
Vianden |
Vichten |
Waldbillig |
Walferdingen |
Weiler zum Turm |
Weiswampach |
Wiltz |
Winseler |
Wintger |
Wormeldingen